# Disma Fumagalli
Disma Fumagalli (Inzago, 8 settembre 1826 – Milano, 9 marzo 1893) è stato un compositore e musicista italiano.
Si diplomò al Conservatorio di Milano, dove iniziò ad insegnare pianoforte nel 1853. Ha composto più di 300 studi per pianoforte, oltre ad altri esercizi; ha anche scritto un concerto per pianoforte e orchestra d'archi.
I fratelli di Fumagalli Carlo, Polibio, Adolfo e Luca erano tutti compositori.